# اس‌ام یو-۱۴۰
اس‌ام یو-۱۴۰ (به انگلیسی: SM U-140) یک زیردریایی بود که طول آن ۹۲ متر (۳۰۲ فوت) و ارتفاع آن ۱۱٫۲ متر (۳۷ فوت) بود. این زیردریایی در سال ۱۹۱۷ ساخته شد.